# National Golf Links of America

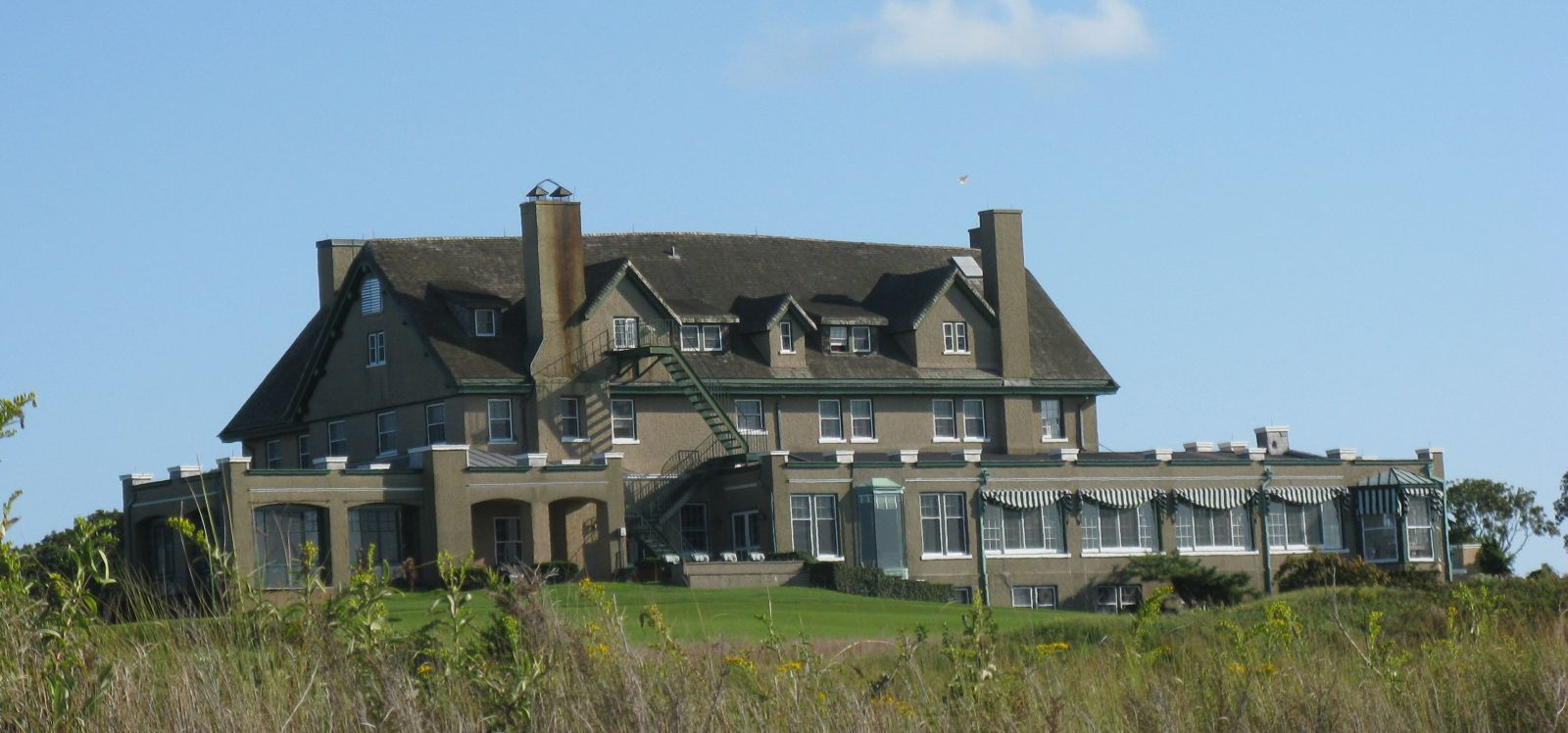
Clubhuis

De National Golf Links of America is een golfbaan in Southampton, Long Island. Hij wordt The National genoemd.
The National werd in de jaren 1907-1909 onder leiding van Seth Raynor aangelegd. Hij werd ontworpen door Charles Blair Macdonald, die naar Engeland en Schotland was gereisd om daar de golfbanen te bestuderen. Zo bouwde hij op The National de Road Hole en de Eden Hole van St Andrews na, de Alps van de Prestwick Golf Club, de Sahara van de Royal St George's Golf Club en de Redan van de North Berwick Golf Club. Na de opening van de baan bleef hij dertig jaar president van de golfclub en zorgde er met Gerge Herbert Walker voor dat de eerste editie van de Walker Cup daar in 1922 werd gespeeld. Van 7-9 september 2013 komt de Walker Cup er voor het eerst terug.
De baan werd door Golf Digest op de 11de plaats gezet als beste baan van de Verenigde Staten. Hij ligt aan de zuidkust van The Hamptons, aan de Atlantische Oceaan, en ziet eruit als een Europese linksbaan.

## Leden
The National is een besloten club. 